# Jan Suchorzewski (poseł)

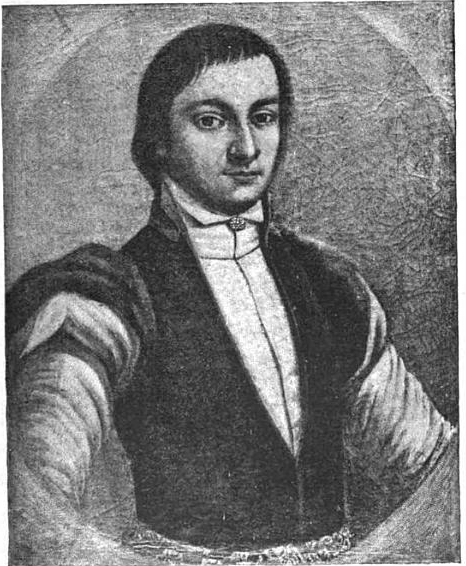
Portret Jana Suchorzewskiego

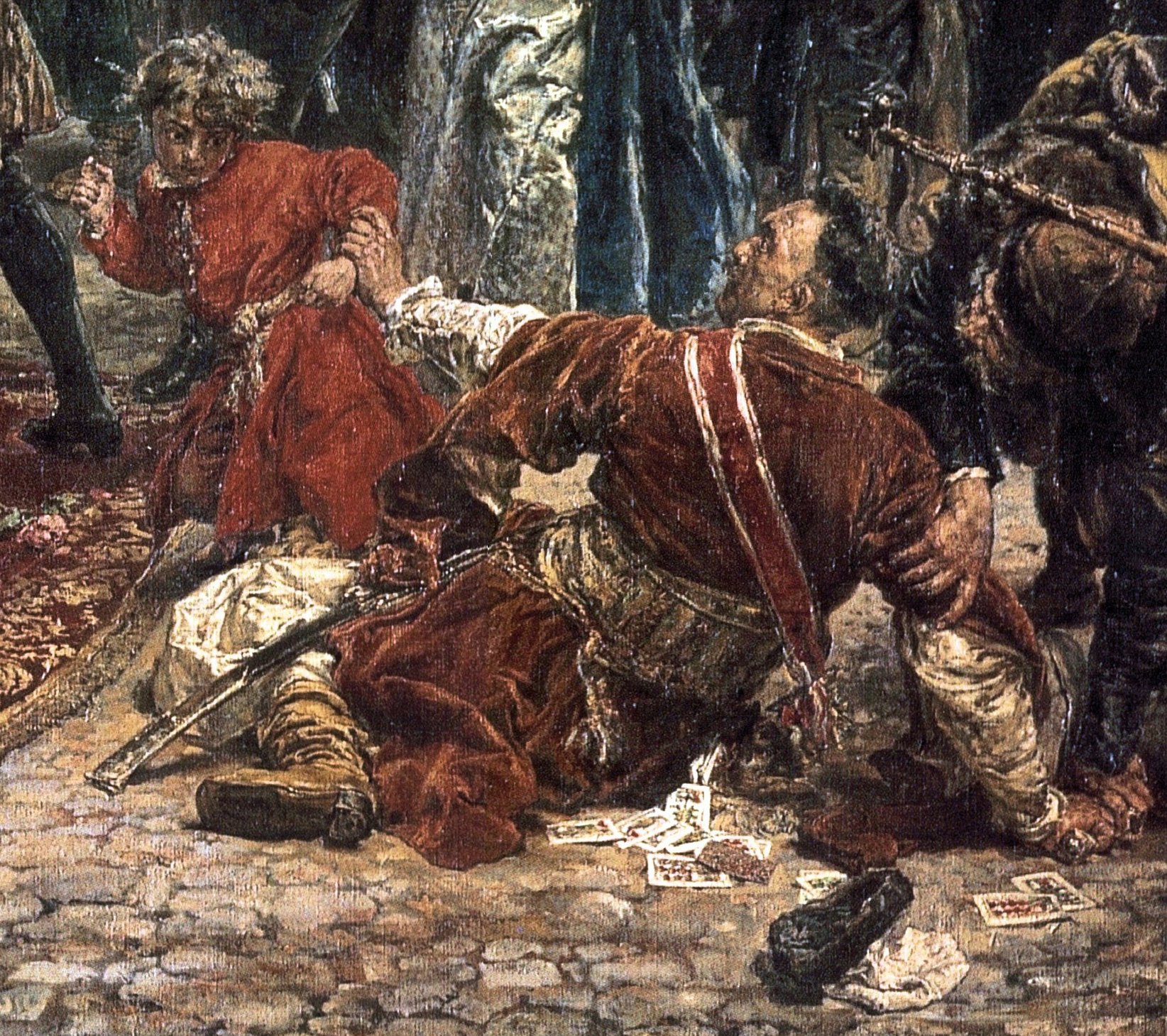
Jan Suchorzewski na obrazie Jana Matejki Konstytucja 3 Maja 1791 roku z 1891

Jan Suchorzewski herbu Zaremba (ur. w 1740 lub 1754 roku, zm. w 1804 lub 1809 roku) – wojski wschowski, poseł gnieźnieński na sejm 1786 i województwa kaliskiego na Sejm Czteroletni w 1788 roku, brygadier bracławskiej brygady kawalerii.

## Życiorys
Początkowo był członkiem Stronnictwa Patriotycznego, zwłaszcza popierał rozbudowę wojska i deklarował, że przekaże na jego utrzymanie znaczącą sumę pieniężną. Wkrótce jednak zaczął torpedować projekty uchwalanych reform. W 1789 wydał drukiem broszurę Zasady praw miejskich. Skrytykował w sejmie komedię  Niemcewicza Powrót posła wkrótce po jej premierze 15 stycznia 1791 za negatywne zdanie o wolnej elekcji i domagał się, by Niemcewicza sądzono jako kryminalistę. Został za to wyśmiany przez innych posłów. Jego projekt ustawy nieoczekiwanie zgłoszony podczas dyskusji o miastach stał się podstawą ustawy Miasta nasze królewskie wolne w państwach Rzeczypospolitej z 18 kwietnia 1791. Próbował nie dopuścić do uchwalenia konstytucji 3 maja 1791, rzucając się pod nogi króla i grożąc, że zabije swojego sześcioletniego synka, nie chcąc, aby żył w niewoli, jaką daje konstytucja. Ponadto, naśladując gest Rejtana, próbował ograniczyć dostęp posłom do króla. Zbulwersowany tymi gestami biskup kamieniecki Adam Stanisław Krasiński miał powiedzieć: ogolić łeb wariatowi i odesłać do czubków. Podpisał manifest przeciwko uchwaleniu Konstytucji 3 Maja. W 1791 wydał jeszcze Uwagi nad konstytucją polską 3 maja 1791.
Wyjechał do Sankt Petersburga, figurował na liście posłów i senatorów posła rosyjskiego Jakowa Bułhakowa w 1792 roku, która zawierała zestawienie osób, na które Rosjanie mogą liczyć przy rekonfederacji i obaleniu dzieła 3 maja. W 1792 przystąpił do konfederacji targowickiej i został konsyliarzem konfederacji generalnej koronnej. Brygadier w Brygadzie Kawalerii Narodowej Znaków Hussarskich Pod Imieniem Województwa Bracławskiego.
W czasie insurekcji kościuszkowskiej Sąd Najwyższy Kryminalny skazał go na karę śmierci przez powieszenie, wieczną infamię, konfiskatę majątków i utratę wszystkich urzędów. Wobec nieobecności skazanego, wyrok wykonano in effigie 29 września 1794.